# Fort Jemseg
Le fort Jemseg, officiellement le lieu historique national du Canada Fort-Jemseg, est un lieu historique national situé à Lower Jemseg, dans la Paroisse de Cambridge au Nouveau-Brunswick (Canada). Il est situé à l'embouchure de la rivière Jemseg dans le fleuve Saint-Jean.

## Histoire
Le fort est construit en 1659 par l'Anglais Thomas Temple. Il est cédé aux Français en 1670. Le fort est amélioré à partir de 1672 par Pierre de Joybert de Soulanges et de Marson. Il est toutefois pris en 1674 par les Hollandais. L'endroit devient un lieu historique national du Canada en 1927 et une plaque y est installée en 1929.